# Dépôt de Kamakura
Le dépôt de Kamakura (鎌倉車両センター, Kamakura Sharyō Sentā) est un dépôt de matériel roulant ferroviaire appartenant à la succursale Yokohama de la East Japan Railway Company (JR East) et est situé dans la préfecture de Kanagawa.

## Histoire
Il a été créé à l'origine sous le nom de dépôt ferroviaire d'Ofuna , mais le dépôt et le département d'inspection ont été intégrés en 2000 à l'usine d'Ōfuna pour former le « Kamakura General Rolling Stock Center ». Après la fusion, la route préfectorale de Kanagawa 304 "Koshigoe-Ofuna" ainsi que la rivière Kashio se sont retrouvées en sandwich entre les deux zones. Le côté du dépôt actuel (coté Nord) s'appelait la «zone de Nagashima» et l'usine de véhicules (Coté sud) s'appelait la «zone de Fukasawa». Plus tard, en 2006, l'usine a été fermé puis détruite et l'ancien district de Nagashima à repris le nom de centre de véhicules de Kamakura .Il couvre une surface de  79 169m² et permet de stationner 1101 voitures au total.

## Structure Organisationnelle

### Site principal
Le site chevauche les quartiers de Yamazaki dans la ville de Kamakura, et le quartier Kozuka de la ville de Fujisawa . L'activité principale est l'inspection quotidienne et l'inspection mensuelle .
Il est possible d'entrer et de sortir (pour un train) directement depuis la gare d'Ōfuna. Les voies d'entrée et de sortie sont situées à l'extrémité de la gare d'Ōfuna, et longent de la ligne principale de Tokaido  jusqu'au pont de la rivière Kashio.
À l'époque ou il était fusionné administrativement a l'usine d'Ōfuna ,il n'existait pas de rails reliant les deux sites, il fallait rebrousser chemin, deux fois, par l'enceinte de la gare d'Ōfuna .
Il a pour caractéristique d'être a 20km de la gare de Yokohama, le terminus de la Ligne Yokohama.Il existe des services qui s'interconnectent avec la ligne Negishi qui relie Yokohama et Ōfuna, ces services facilitent les mise en place des rames sur la ligne.

### Annexe de Higashi Kanagawa
Le Kamakura Rolling Stock Center Higashi Kanagawa  (Kamakura Sharyo Center Higashi Kanagawa Hashutsujo) est un dépôt de stationnement de matériel roulant situé dans l'arrondissement de Kanagawa, dans la ville de Yokohama.Il est situé juste au nord de la gare Higashi-Kanagawa,mitoyen du dépôt de la Keikyū. On y effectue aucune maintenance , il s'agit juste d'un lieu de stockage. L'adresse complète est 2 Chome-3-37 Higashi kanagawa, Kanagawa Ward, Yokohama, Kanagawa 221-0044.
Il y a huit voies de stationnement électrifiées sur les lieux et on y stationne des rames de la Ligne Keihin-Tōhoku et de la ligne Yokohama.

### Annexe de Hashimoto
L'annexe de Hashimoto est situé dans l'arrondissement de Midori , dans la ville de Sagamihara. Il est situé a l'est de la gare de Hashimoto, au niveau du débranchement de la voie de la ligne Sagami . Il a été construit vers décembre 1974 sur l'ancien terrain qui appartenait aux chemins de fer nationaux japonais. Il appartenait à l'origine au Toyoda Train Depot.
Par le passé, il y avait un passage à niveau entre la gare de Hashimoto et le dépôt, et on l'appelait un «passage à niveau non ouvert» en raison du passage fréquent de trains dus à la ligne Yokohama , la ligne Sagami et des trains entrant et sortant du dépôt. Cela entraînait des embouteillages autour de la gare. Plus tard, le passage à niveau a été transformé en un passage souterrain.
Il y a 11 voies électrifiées de stationnement sur les lieux permettant à 88 voituresd'y être placées. Il n'y a pas de zone de maintenance, mais deux voies pour les inspections et une voie pour le lavage en machine. Les inspections et le nettoyage intérieur/extérieur des voitures sont effectués quotidiennement.

Annexe de Hashimoto. La gare de Hashimoto est au fond de la photo. (10 avril 2020)

### Annexe d'Isogo
L'annexe d'Isogo est un dépôt de matériel roulant de la East Japan Railway Company (JR East) situé dans l'arrondissement d'Isogo, dans la ville de Yokohama. Située du côté nord-est de la gare d'Isogo, elle compte 11 voies de stockage. Elle sert pour les trains de la  Ligne Keihin-Tōhoku et de la ligne Yokohama.
Aucune zone de maintenance ou d'inspection est présente.

### Branche de Nakahara
Le Kamakura Rolling Stock Center Nakahara Branch (Kamakura Sharyo Center Nakaharasho) est un dépôt de matériel roulant de la East Japan Railway Company (JR East) situé dans le l'arrondissement de Nakahara, dans la ville de Kawasaki. Il est parallèle à la ligne Nambu entre les gares de Musashi-Nakahara et la gare de Musashi-Shinjo, et les trains entrent et sortent coté de la gare de Musashi-Nakahara. Il sert à la maintenance et au stockage des trains de la ligne Nambu (des formations a 6 voitures de type E233).
À l'origine, c'était le Nakahara Train District , où appartenaient également les conducteurs , mais après la réforme organisationnelle du 14 mars 2020, il a fusionné avec le dépôt de Kamakura.

## Site principal
Situé le long de la ligne principale de Tokaido, entre la gare d'Ofuna et la gare de Fujisawa.
- Il existe 3 ou 4 emplacements a l'extérieur du dépôt pour le stationnement de rames, le long de la ligne Yokosuka.
- Une voie est équipée pour l'inspection du toit et des pantographes sur la longueur complète de 305m (correspondant aux 315m d'une formation de 15 voitures)
- Voie d' inspection n° 1 - Inspection n° 3 (Installation des stockages d'inspection, maintenance fonctionnelle et inspection des travaux  )
- La voie n ° 2 est reliée à l'entrepôt de fraisage des roues et les roues peuvent être fraisées à l'état de trains de 11 voitures  .
- Les entrepôts n° 4 et n° 5 sont des entrepôts de contrôle équipés de vérins de levage pour l'accrochage et la réparation du matériel  .
- Dans l'entrepôt n° 7, le sol de l'ancien entrepôt de meulage, qui a été supprimé, est restauré et utilisé comme entrepôt de réparation  .
- Une machine à laver est installée sur une des voies d'entrée et de sortie .
- Une partie du travail est sous-traitée à JR East Transportation Service .

## Trains affectés
Les véhicules déployés au 1er avril 2022 sont les suivants
Il y avait 1101 voitures stationnées dans le site principal .
- Train de la série E259 (132 voitures)
  - Il y a 22 trains de 6 voitures (TscMM'MM'Tc') (trains Ne001-022).
  - Cette série a été introduite pour remplacer la série 253, et est exploitée par le Limited Express " Narita Express ".
  - Du 1er décembre 2012 au 8 mars 2020, il a également été exploité sur le express spécial limité « Marine Express Odoriko ».

- Train série E217 (550 voitures)
  - Y sont affectés 38 formations de base (train de 11 voitures)  (Y1-8, 12, 14-24, 26-42, et 46) soit  418 voitures. et 33 formations supplémentaire à 4 voitures   (Y101 - 104, 106, 108 - 110, 112, 113, 116 - 120, 122, 128 - 134, 136, 138 et 146 ) soit 132 voitures.
  - Dans le passé, certains trains appartenaient au Dépôt de Makuhari, mais avec la révision du 18 mars 2006, l'affiliation de tous les trains a été modifiée au dépôt de Kamakura  (Cependant, l'opération consistant à être détenu au centre de matériel roulant de Makuhari demeure.)
  - Exploité sur la ligne Yokosuka / Sōbu Rapid Line et la ligne directe Sōbu  / Ligne Narita / Ligne Sotobō / Ligne Uchibō et la ligne Kashima  .
  - Il est remplacé par l'introduction du son successeur, la série E235  .Les véhicules excédentaires ainsi générés sont ferraillés.

Bien que ce soit irrégulier, il y a des cas où l'intérieur de la voiture est désinfecté une fois par mois avec les série E235 au Dépôt de Makuhari.
- Train série E233 (224 voitures)
  - 28 rames (rame H001-028) de 8 voitures série 6000 y sont disposées.
  - Il a été placé de février 2014 au 20 août 2014 en remplacement de la série 205 sur la ligne Yokohama[3]
  - Il est exploité par des trains locaux et des trains rapides sur la ligne Yokohama .
  - Étant donné que la carrosserie élargie a une capacité d'environ 10% de plus que la série 205, la voiture à 6 portes n'a pas été ajoutée.

- Train série E235 (195 voitures)
  - Des formations de base a 11 voitures ( F01-13 : 143 voitures) et des formations supplémentaire a 4 voitures (rames J01-13 : 52 voitures) y sont stationnées
  - Exploité sur la ligne Yokosuka / Sōbu Rapid Line et la ligne directe Sōbu  / Ligne Narita / Ligne Sotobō / Ligne Uchibō et la ligne Kashima  .